# Canelli
Canelli er en italiensk by (og kommune) i regionen Piemonte i Italien, med omkring 10.031(2024) indbyggere.  